# دايسوكي واتانابي (لاعب كرة قدم مواليد 1978)
دايسوكي واتانابي (باليابانية: 渡辺 大輔) (مواليد 26 يوليو 1978)، هو لاعب كرة قدم سابق كان يلعب كمدافع.